# Styria Media Group AG
Styria Media Group AG je jedna od najvećih medijska Austrijskih tvrtki sa sjedištem u Grazu. Osnovana 1869. i jedna od vodećih medijskih tvrtki u Austriji, Hrvatskoj i Sloveniji, a prisutna je i u nekoliko drugih zemalja.

## Uprava
Nakon povlačenja Štajerskog predsjednika Horst Pirkera u rujnu 2010. tvrku nadziru direktori Wolfgang Bretschko i Klaus Schweighofer. Nadzorni odbor se sastaje najmanje četiri puta godišnje. Članovi Nadzornog odbora su Johann Trummer (zamjenik predsjednika), Markus Mair, Charles Schleinzer, Othmar Ederer, Friedrich Santner (predsjednik), Claus Albertani, Josef Klapsch, Michael Lohmeyer
Styria objavljuje niz dnevnih i tjednih časopisa, nekoliko web stranica, dvije radio stanice i televizijski kanal.Grupa 2009. je ostvarila promet od 454 milijuna eura u 2009.
Tvrtka u Austriji objavljuje dnevnne novine Kleine Zeitung i broj regionalnih tjednika. Na nacionalnoj razini tvrtka objavljuje Bečki dnevnik Die Presse, WirtschaftsBlatt i tjednik Die Furche.
U Hrvatskoj je većinski vlasnik jednih od glavnih dnevnih novina Večernji list i dnevnog tabloida 24sata. U ožujku 2008. tvrka je kupila poslovni dnevni list Poslovni dnevnik.
U Sloveniji, tvrtka objavljuje besplatne dnevne novine Žurnal24 i posjeduje udio u glavni dnevni list Dnevnik. U Italiji i tvrtka posjeduje većinski udio u regionalnom tjedniku Il Friuli, koji pikriva Friuli-Venezia Giulia u sjeveroistočnoj Italiji. Od ožujka 2009 Styria se je proširila na tržište Crne Gore s manjinskim udjelu u dnevnim novinama Vijesti.

### Dnevne novine
- 24 sata (Hrvatska)
- Die Presse (Austrija)
- Dnevnik (Slovenija)
- Kleine Zeitung (Austrija)
- Poslovni dnevnik (Hrvatska)
- Večernji list (Hrvatska)
- Vijesti (Crna Gora)
- WirtschaftsBlatt (Austrija)
- Zurnal 24 (Slovenija)

### Tjednici
- Die Furche (Austrija)
- der Grazer (Austrija)
- Hopla (Slovenija)
- Il Friuli (Italija)
- Kärntner Regional Medien (Austrija)

- Metropola (Hrvatska)
- Murtaler Zeitung (Austrija)
- Nedeljski Dnevnik (Slovenija)
- Privatmarkt (Austrija)
- WOCHE Bildpost (Austrija)
- WOCHE Ennstal (Austrija)
- WOCHE Graz & Umgebung (Austrija)
- WOCHE Hartberger Bezirkszeitung (Austrija)
- WOCHE Kärnten (Austrija)
- WOCHE Südwestssteiermark (Austrija)
- WOCHE vormals Obersteirer (Austrija)
- WOCHE Weizer Zeitung / Gleisdorf Woche (Austrija)
- Žurnal (Slovenija)

### Časopisi
- Adria Media (Hrvatska, Slovenija, Srbija)
- Alpe Adria Magazin (Austrija)
- Business People (Austrija)
- Compliment (Austrija)
- DIVA (Austrija)
- Kärntner MONAT (Austrija)
- miss (Austrija)
- Steirer MONAT (Austrija)
- Tele (Austrija)
- Top Times (Austrija)
- TV tjedan (Hrvatska)
- Wiener (Austrija)
- WIENERIN (Austrija)

### Online mediji
- www.24sata.hr (Hrvatska)
- diepresse.com (Austrija)
- www.dnevnik.si (Slovenija)
- www.kleinezeitung.at (Austrija)
- www.boerse-express.com(Austrija)
- www.vecernji.hr (Hrvatska)
- willhaben.at (Austrija)
- www.wirtschaftsblatt.at (Austrija)
- www.woche.at (Austrija)
- www.ichkoche.at (Austrija)
- www.zurnal24.si (Slovenija)
- www.bolha.com (Slovenija)
- www.njuskalo.hr (Hrvatska)
- www.sport10.at (Austrija)[3]

### Audiovizualni mediji
- Radio: Antenne Kärnten, Antenne Steiermark
- TV: Sat.1 Österreich (Austrija)

### Izdavač knjiga
- Styria premium Verlag (Austrija)
- Styria regional Verlag (Austrija)
- Kneipp Verlag (Austrija)
- Molden Verlag (Austrija)
- Pichler Verlag (Austrija)

## Vanjske poveznice
- Styria Media Group AG